# Спасательный вертолёт (сериал)
Спасательный вертолет (Die Rettungsflieger) немецкий телесериал, выпускавшийся компанией Studio Hamburg с 1997 по 2007 год.
Сериал транслировался в Германии телеканалом ZDF.
Экипаж SAR 71 состоит из пилота, второго пилота, женщины-врача и ассистента.
Всего в сериале «Спасательный вертолет» 108 эпизодов и пилотный фильм в 11 сезонах.